# Brândușă de toamnă
Brândușa de toamnă (Colchicum autumnale) este o plantă relativ mică, toxică, care crește pe câmp, pășuni. Ea aparține de familia Colchicaceae, iar substanța activă, colchicina, este folosită în medicină.
Toate părțile plantei conțin toxina, care are efect după două până la șase ore, simptomele de intoxicație manifestându-se la început prin senzație arsuri la nivelul gurii. Urmează greutăți de deglutiție, senzație de vomă, vomitări și diaree cu sânge, la copii chiar paralizia centrului respirator și moarte.

## Prezentare

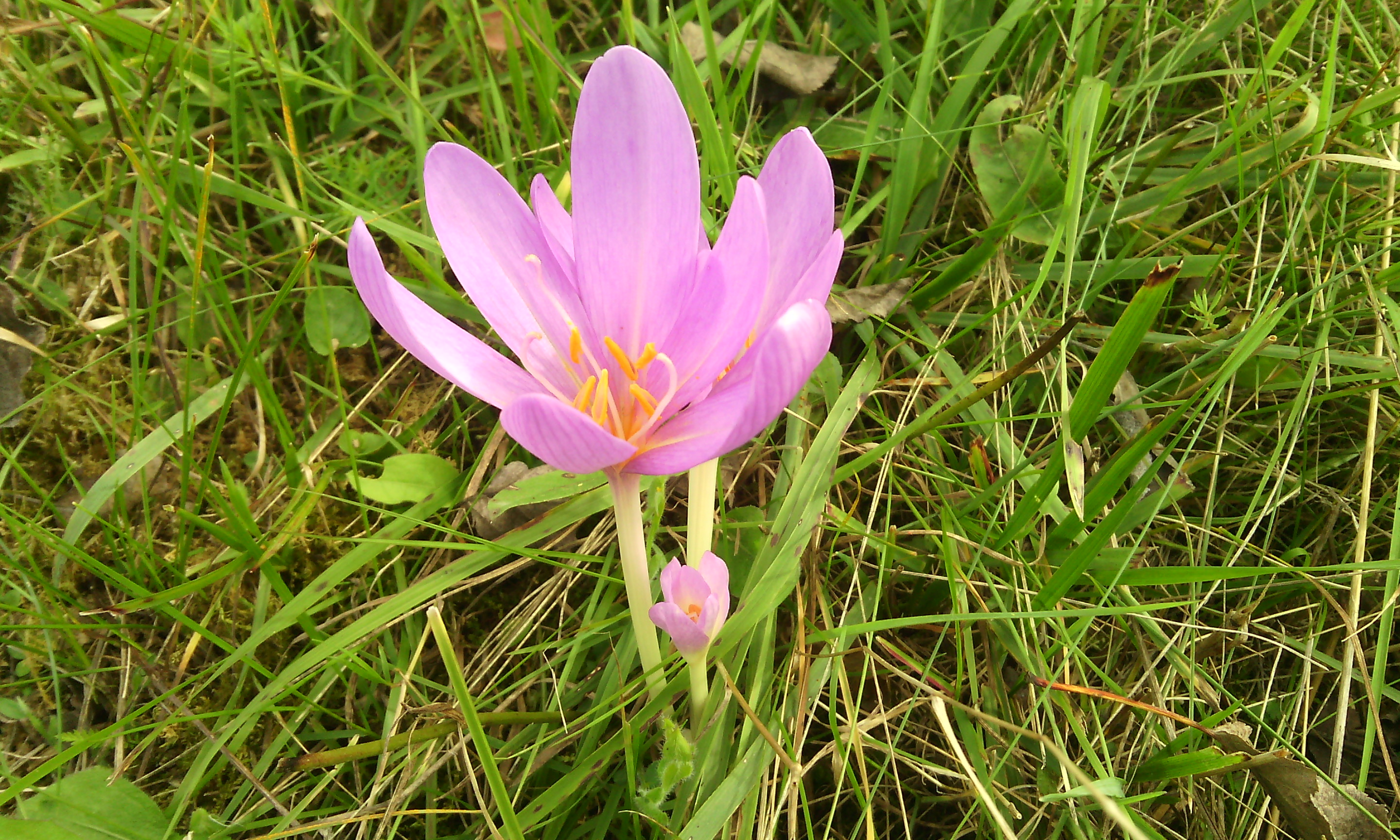
Brândușă de toamnă (Colchicum autumnale)

Plantă erbacee, toxică, înaltă de 10–13 cm, cu frunze mari alungite și flori liliachii, care înfloresc toamna. Fructul este o capsulă lungă care ajunge la maturitate în primăvara următoare,de culoare brună, ce se deschide prin trei valve și conține numeroase semințe. Brândușa de toamnă, fiind una din cele mai toxice plante de la noi astfel încât intoxicația poate să survină nu numai ingerării de flori sau semințe, ci și în urma consumării laptelui de oi și capre care s-au hrănit cu frunzele acestei plante. De obicei vacile nu se ating de această plantă. În scopuri medicinale se utilizează doar semințele recoltate la deplina lor maturitate, acestea având o formă sferică cu diametrul de 1–2 mm, de culoare negricios-violacee, cu suprafața punctat reticulară, fară miros și cu un gust amar și iute. Capsulele se recoltează când au o culoare albă cu un început de brun spre vârf, în luna august.

## Componenții principali
Alcaloizi :
- colchicina
- tricolchicozida
- demecolcina

## Proprietăți
- antigutoase
- anticanceroase
- antireumatice
- antiinflamatoare
- analgezice

## Indicații
Semințele brândușei de toamnă se folosesc în industria chimico-farmaceutică pentru extragerea alcaloizilor activi sub raport terapeutic.